# Литвиново (Луганская область)
Литвиново (укр. Литвинове) — село, относится к Новопсковскому району Луганской области Украины.
Население по переписи 2001 года составляло 50 человек. Почтовый индекс — 92311. Телефонный код — 6463. Занимает площадь 1,98 км². Код КОАТУУ — 4423382803.

## Местный совет
92311, Луганська обл., Новопсковський р-н, с. Козлове, вул. Леніна, 6  (укр.)